# オシゴト交換
『オシゴト交換』（おしごとスイッチ）は、テレビ東京系列局で放送されていたリンクアンドモチベーション製作のバラエティ番組である。テレビ東京では2007年10月5日から2008年3月28日まで、毎週金曜 25:30 - 26:00 （日本標準時）に放送。

## 概要
「前から憧れていた仕事をしてみたい」「新しいことをやってみたい」と思っている働く女性をクローズアップし、彼女たちの願いを3日間だけ叶えさせていた（実際に体験させていた）深夜番組。出演女性は、体験内容について抱いた感想を1日ごとにブログに書き込んでいき、番組中にその内容を紹介していた。
番組中盤の「働きウーマン研究所」のコーナーでは、「働きウーマン研究所」の所長である安達しほりが働く女性その他に関するデータを紹介しながらメインキャスターの須藤元気とトークしていた。番組のラストには、須藤が出演女性と対談するパートがあった。

## 出演者

### レギュラー
- 須藤元気 - メインキャスターとして出演。
- 安達しほり - 「働きウーマン研究所」の所長役で出演。安達は当時「安達女史」の芸名で活動していたが、番組プロデューサーから「安達女史だと、本当の学者なのか芸人なのか視聴者にはよく分からないかも知れない」と言われたということで、本名で出演することになった。

### ナレーター
- ふとがね金太
- 山本容子

## エンディングテーマ
- 新しい自分へ変わるスイッチ（三枝夕夏 IN db、第1回 - 2007年12月）
- 再出発（美元智衣、2008年1月 - 最終回）

## スタッフ
- 構成 - 槇田英司（古舘プロジェクト）、吉川スミス（古舘プロジェクト）
- 制作協力 - BRAIN COMMUNICATIONS
- 製作著作 - リンクアンドモチベーション

## 放送局
| 放送対象地域   | 放送局         | 系列           | 放送日時           | 放送日の遅れ （テレビ東京基準） |
| -------------- | -------------- | -------------- | ------------------ | ------------------------------- |
| 関東広域圏     | テレビ東京     | テレビ東京系列 | 金曜 25:30 - 26:00 |                                 |
| 大阪府         | テレビ大阪     | テレビ東京系列 | 土曜 25:30 - 26:00 | 1日遅れ                         |
| 福岡県         | TVQ九州放送    | テレビ東京系列 | 月曜 26:23 - 26:53 | 3日遅れ                         |
| 岡山県・香川県 | テレビせとうち | テレビ東京系列 | 火曜 26:28 - 26:58 | 4日遅れ                         |
| 愛知県         | テレビ愛知     | テレビ東京系列 | 水曜 25:58 - 26:28 | 5日遅れ                         |
| 北海道         | テレビ北海道   | テレビ東京系列 | 水曜 26:50 - 27:20 | 5日遅れ                         |